# Juan Argudo
Juan Argudo Bagueras, nacido el 24 de junio de 1954 en Priego, en la Provincia de Cuenca, es un ciclista español que fue profesional de 1978 a 1980. Su victoria más destacada fue la obtenida en la 5.ª etapa de la Vuelta a España 1979.
En 2010, Juan Argudo obtuvo la medalla de bronce en la prueba de fondo en carretera del Mundial de Veteranos de ciclismo de Saint Johann.

## Palmarés
1977
- Gran Premio de Francia

1979
- 1 etapa de la Vuelta a España